# وائل أبو غزالة
وائل أبو غزالة (28 فبراير 1971 -)، ممثل فلسطيني من مواليد سوريا، خريج كلية التجارة والاقتصاد، رغم أنه لم يتم قبوله في المعهد العالي للفنون المسرحية، فقد شارك في العديد من الأعمال الدرامية، والبداية كانت من خلال غناء العديد من شارات المسلسلات الدرامية مثل هناء وجميل.

## أعماله[3][4][5]
- كسر عضم
- خاتون
- هارون الرشيد
- فتنة زمانها
- مبروك
- بقعة ضوء ضيف شرف
- جرن الشاويش
- رياح الخماسين إخراج هشام شربتجي
- باب الحارة ج4 إخراج بسام الملا
- بيت جدي 2 إخراج إياد نحاس
- حكايا وخفايا إخراج فراس دهني
- البقعة السوداء إخراج رضوان المحاميد
- أقاصيص مسافر إخراج خالد الخالد
- ليل المسافرين إخراج أيمن زيدان
- تحالف الصبار
- طاحون الشر
- سوق الورق.
- الزعيم
- يوميات مدير عام 2
- أبو خليل القباني.
- خاتون جزئين
- القعقاع بن عمرو التميمي
- أبو جانتي
- أقارب وثعالب
- تحت المداس
- أصوات خافتة
- الإكسلانس ضيف شرف مع أحمد عز
- هيك تجوزنا
- قلة ذوق وكثرة غلبة

## شارات المسلسلات[6][7]
- فتنة زمانها
- عيلة 6 نجوم
- عيلة 7 نجوم
- عيلة 8 نجوم
- مبروك
- يوميات جميل وهناء
- بنات أكريكوز
- قلة ذوق وكثرة غلبة
- القضية 6008
- فوضى